# Limla
Limla là một thị trấn thống kê (census town) của quận Surat thuộc bang Gujarat, Ấn Độ.

## Nhân khẩu
Theo điều tra dân số năm 2001 của Ấn Độ, Limla có dân số 6622 người. Phái nam chiếm 56% tổng số dân và phái nữ chiếm 44%. Limla có tỷ lệ 75% biết đọc biết viết, cao hơn tỷ lệ trung bình toàn quốc là 59,5%: tỷ lệ cho phái nam là 79%, và tỷ lệ cho phái nữ là 70%. Tại Limla, 11% dân số nhỏ hơn 6 tuổi.